# 石川県立あすなろ中学校
石川県立あすなろ中学校（いしかわけんりつ あすなろちゅうがっこう）は、石川県金沢市にある公立中学校。

## 概要
当校は、2025年（令和7年）4月に開校した、北陸3県で初の夜間中学校である。

## 沿革
- 2023年（令和5年）8月29日 - 石川県教育委員会会議において校名を決定[5]。
- 2024年（令和6年）
  - 4月23日 - 石川県教育委員会会議において校章を決定[6]。
  - 8月1日 - 石川県立あすなろ中学校を設置[7]。日付不詳、学校公式ウェブサイトを開設。
  - 9月 - 校歌を完成（作詞：村田さち子、作曲：池辺晋一郎）[8]。
- 2025年（令和7年）4月7日 - 開校式・入学式が行われる[9]。

## 所在地
〒921-8042 石川県金沢市泉本町6丁目105番地（石川県立金沢中央高等学校 校舎内）

## アクセス
- 北陸鉄道石川線 野町駅から徒歩6分。

## その他
- 当中学校は石川県立金沢中央高等学校の校舎内に設置[2]。
- 同高等学校敷地内には石川県教育支援センター「やすらぎ金沢教室」がある[10]。